# ماه رنگ‌پریده (مجموعه تلویزیونی)
ماه رنگ‌پریده (انگلیسی: Pale Moon؛ کره‌ای: 종이달) یک مجموعه تلویزیونی محصول کره جنوبی سال ۲۰۲۳ با بازی کیم سو هیونگ، یو سون، سو یونگ هی، لی شی وو و لی چون هی است. این مجموعه بر پایه رمانی با همین نام اثر میتوسوید کاتوکا است که قبلاً در ژاپن در فیلم و مجموعه تلویزیونی اقتباس شده بود. این مجموعه یک درام ارجینال جینی تی‌وی است و برای استریم در پلتفرم استریم خودش و در تیوینگ قابل دسترسی است. ماه رنگ‌پریده همچنین از ۱۰ آوریل تا ۹ مه ۲۰۲۳، روزهای دوشنبه و سه‌شنبه ساعت ۲۲:۰۰ (کی‌اس‌تی) از ئی‌ان‌ای برای ۰ قسمت پخش شد.